# Zdzisław Avenarius

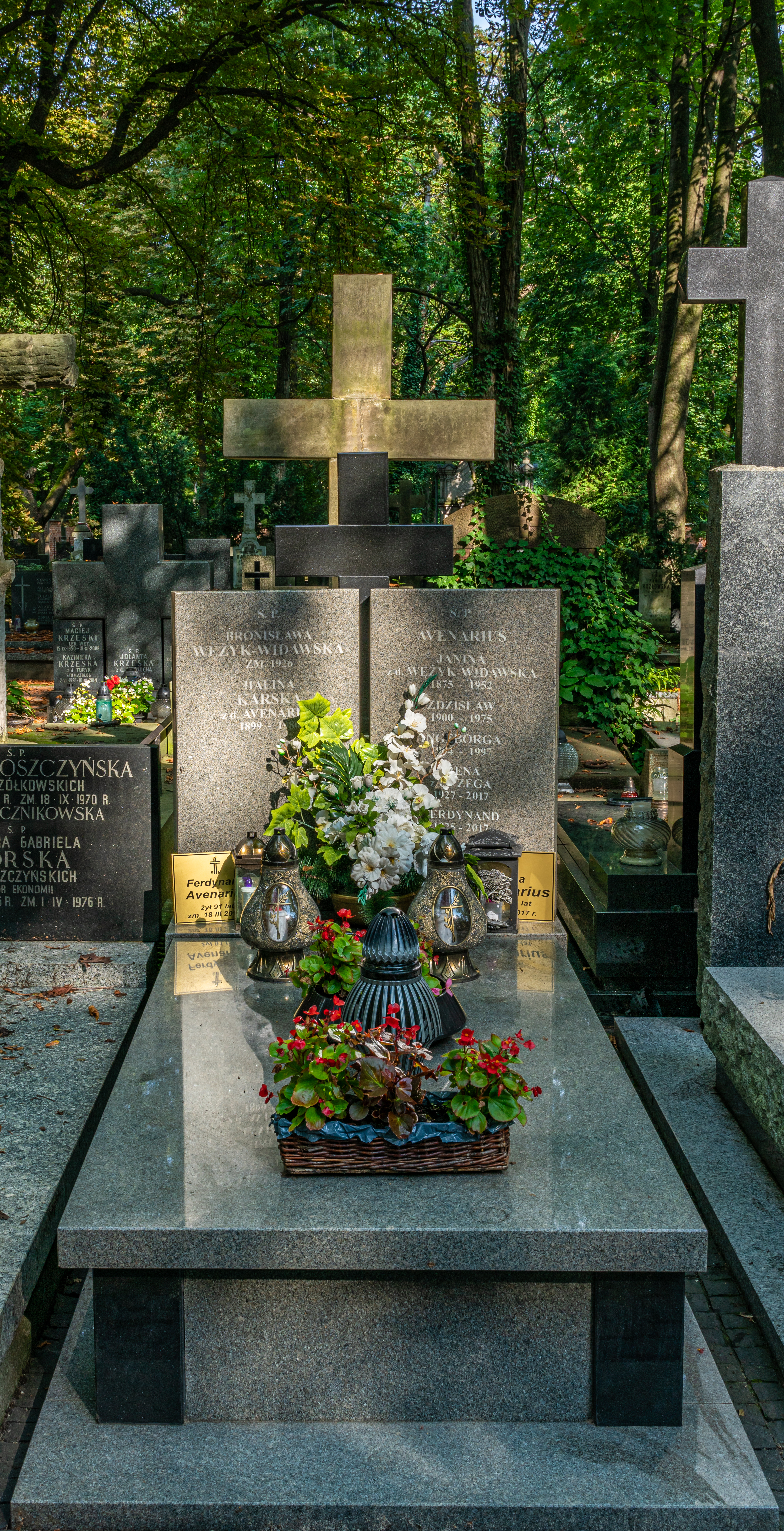
Grób Zdzisława Avenariusa na cmentarzu Powązkowskim

Zdzisław Józef Avenarius (także Awenarius i Avenarjus) (ur. 15 maja 1900 w Warszawie, zm. 1 marca 1975 tamże) – polityk, ziemianin, poseł na Sejm III kadencji w latach 1930–1935.

## Życiorys
Urodził się w rodzinie Bolesława i Marii z d. Wężyk-Widawska. Ojciec był przedstawicielem koncernu Škoda w Polsce.
Kształcił się na kursach rolniczych w Wiedniu, Wydziale Nauk Politycznych i Społecznych Wolnej Wszechnicy Polskiej (1921–1922). Zaliczył trymestr studiów filologicznych na lwowskim Uniwersytecie Jana Kazimierza oraz Wyższe Kursy Ziemiańskie Jerzego Turnaua (1922–1924) we Lwowie.
Ochotniczo wstąpił do Wojska Polskiego podczas wojny polsko-bolszewickiej. Walczył m.in. w okolicach Warszawy.
Podczas nauki we Lwowie praktykował także – w liczącym 18 000 ha – majątku Ruda Różaniecka (powiat lubaczowski), który później wraz z rodziną prowadził do 1941. Był członkiem Związku Ziemian Małopolskich we Lwowie i BBWR. Mandat poselski zdobył w 1930 z listy nr 1 (BBWR) w okręgu wyborczym nr 51 (Lwów). Został członkiem komisji komunikacyjnej oraz zastępcą członka komisji regulaminowej i nietykalności poselskiej. W Sejmie był sprawozdawcą dwóch projektów ustaw. Pierwsza dotyczyła zmiany statutu Państwowej Rady Kolejowej, zaś druga poświęcona była ratyfikacji konwencji ze Związkiem Radzieckim w sprawie spławu materiałów drzewnych na rzekach granicznych.
W czerwcu 1941 opuścił majątek w Rudzie i ukrywał się w Warszawie, a następnie od czerwca 1944 w Chrzęsnem. W lipcu tego samego roku przeprowadził się do Lublina. Od marca 1945 mieszkał w Warszawie. Po II wojnie światowej pracował m.in. jako dyrektor w Państwowych Nieruchomościach Ziemskich oraz w Desie.
Po śmierci został pochowany na cmentarzu Powązkowskim w Warszawie (kwatera 191-4-18).

### Rodzina
Miał dwie siostry: Janinę (ur. 1902) – żonę generała brygady Wacława Scaevoli-Wieczorkiewicza i Halinę Karską (ur. 1889), która wraz z mężem, Zygmuntem, mieszkała w majątku ziemskim w Chrzęsnem. W 1924 ożenił się z Ingeborgą, córką barona Hugona Wattmanna, właściciela majątku Ruda Różaniecka. Małżonkowie mieli dwóch synów: Ferdynanda (ur. 1925) – rolnika i Czesława (ur. 1932) – inżyniera mechanika.